# Château La Coste
Château La Coste, situé dans la commune du Puy-Sainte-Réparade, dans les Bouches-du-Rhône, est un domaine viticole, un centre d'art contemporain et un hôtel de luxe et des restaurants. Le long d'un parcours dans les vignes se trouvent des œuvres de différents artistes. Un Pavillon de musique accueille régulièrement des artistes et des concerts musicaux.

## Histoire
En 2004, Paddy McKillen (en), un promoteur immobilier irlandais, projette de transformer le domaine viticole de Château La Coste en centre d'art contemporain. Les artistes et architectes invités ont cartes blanches pour créer sur l'emplacement de leur choix une œuvre artistique,.
Jean Nouvel est chargé de concevoir un ensemble de chais et Frank Gehry un pavillon de musique.
En 2011, le domaine est ouvert au public et comprend un centre d'art, une librairie et un restaurant.
En avril 2018, un nouveau restaurant gastronomique ouvre au sein du Domaine avec à sa tête le chef argentin Francis Mallmann.
En 2022, un pavillon conçu par Oscar Niemeyer vient compléter les chais de Jean Nouvel,  les pavillons de Tadao Ando et Richard Rogers, l'auditorium signé Frank Gehry et le minimusée creusé dans le sol par Renzo Piano.

## Les œuvresin situ
- Wall of light cubed, Sean Scully en 2007.
- Jean Nouvel est l'architecte concepteur des chais du domaine en 2008[5].
- Frank Gehry conçoit le pavillon de musique en 2008.
- L’architecte Tadao Ando a conçu entre 2008 et 2011 quatre cubes pour contempler l'espace. En 2011 Art centre le bâtiment d’accueil du centre qui contient un restaurant et une librairie, Gate le portail du domaine et une chapelle dans le vignoble[5].
- Jean-Michel Othoniel crée une œuvre monumentale, La Grande Croix rouge, en 2008 face à la Chapelle de Tadao Ando[6].

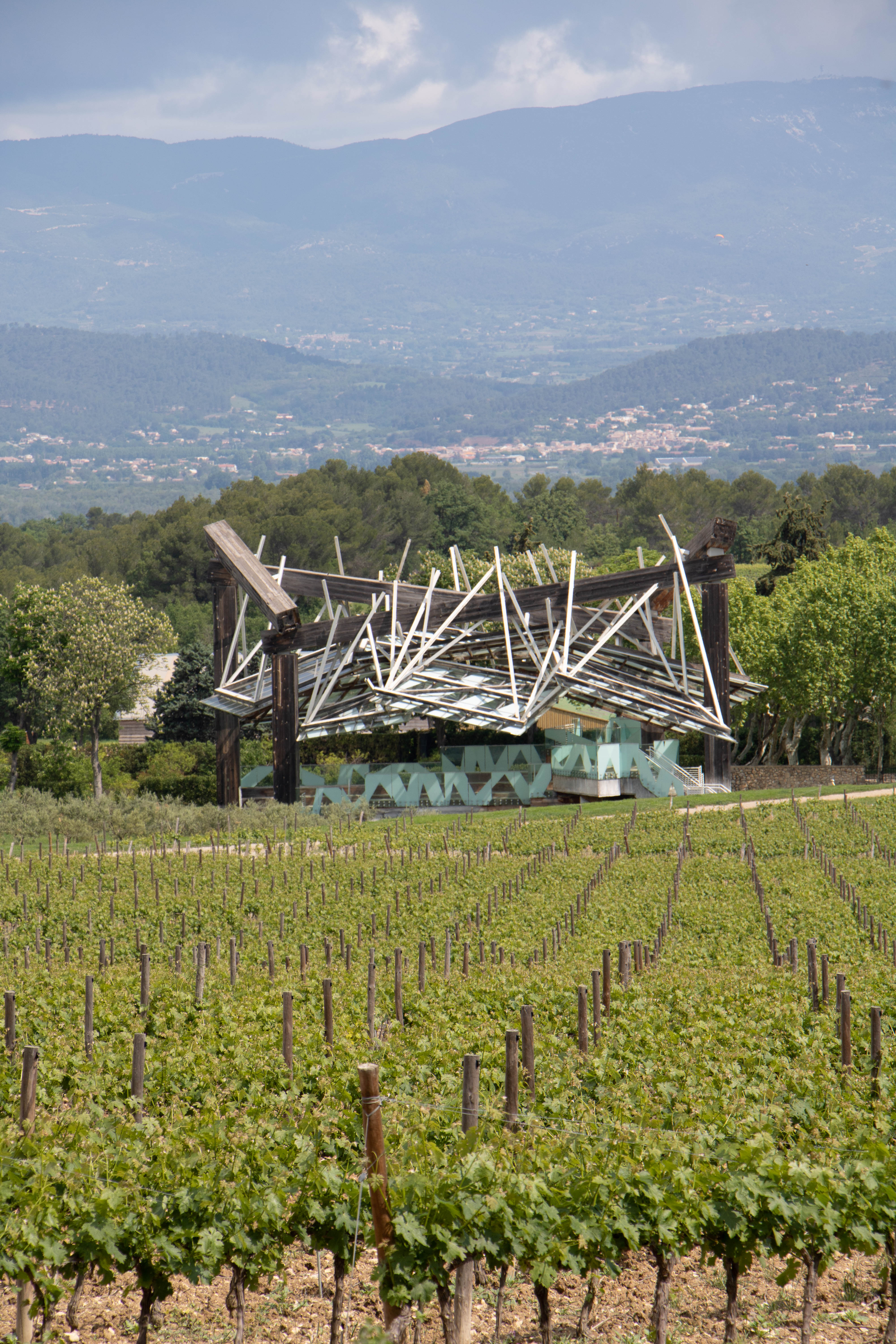
Pavillon de musique de Frank Gehry, 2008
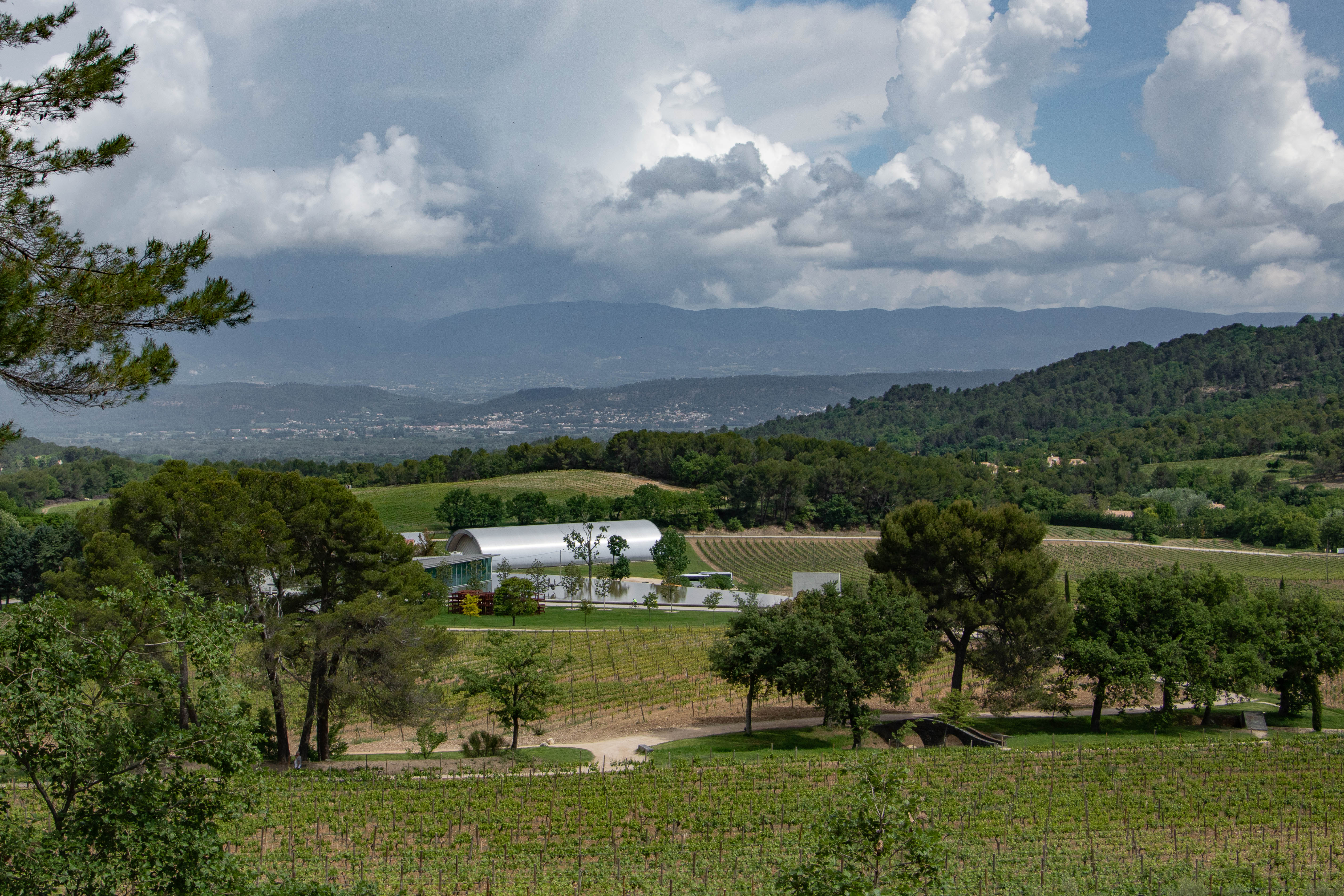
Chais de vinification de Jean Nouvel, 2008